# WYPR
WYPR是美國馬里蘭州巴爾的摩都會區的廣播電台，使用頻率為FM 88.1 MHz。播音室位在巴爾的摩的查爾斯村（Charles Village），發射設備位於西邊的帕克高地（Park Heights）。本台在弗雷德里克與黑格斯敦地區以WYPF (88.1 FM)，在大洋城以WYPO (106.9 FM)同步播出。不過同以88.1 MHz播出的兩台實際上並不同步，WYPF的聲音收聽時會稍慢一點，結果造成在霍華德縣與卡洛爾縣某些地方無法收聽本台。
WYPR是全國公共廣播電台在巴爾的摩的成員台，播放來自全國公共廣播電台、美國公共媒體、國際公共電台以及英國廣播公司國際頻道（在 HD2 頻道播出）的節目內容。WYPR在其 HD3 頻道播放古典音樂。WYPR的自製節目包括以公眾事務節目「Midday with Dan Rodricks」與「Maryland Morning with Sheilah Kast」，以及文化節目「The Signal」。
WYPR意為「We're Your Public Radio」。

## 歷史
- 1945年：以WJHU為呼號的低功率電台成立，使用載波電流技術於AM 830進行廣播，屬於校園電台性質。
- 1979年：經籌集經費與申請後，於FM88.1 MHz進行廣播，節目內容為古典音樂與全國公共廣播電台的節目，屬約翰霍普金斯大學所有。
- 1985年：電台功率提升，轉型為專業電台，成為全國公共廣播電台在巴爾的摩的成員。[1] 初期以播放古典音樂與公共廣播電台的節目為主。
- 1995年6月23日：轉型為以新聞與談話性節目為主的型態。
- 2002年：約翰霍普金斯大學將電台售予「您的公共電台公司」（Your Public Radio Corp.），呼號改為 WYPR。[1][2]
- 2004年：購入弗雷德里克的宗教電台 WJTM ，將其改為 WYPR 的轉播站，代號為 WYPF，廣播範圍達至黑格斯敦。
- 2007年7月30日：購入大洋城的另類搖滾電台 106.9 WRXS，在當年9月30日起同步播出 WYPR 節目。該台於2007年10月3日改呼號為 WYPO。

## 外部連結
- WYPR official website （页面存档备份，存于）